# Celtowie
     obszary, na których obecnie używa się języków z grupy celtyckiej
     obszary, na których znaczna większość ludności uważa się za Celtów, lecz mówi nieceltyckimi językami
     obszar zajmowany przez Celtów w okresie ich największego rozprzestrzenienia
     zasięg kultury halsztackiej

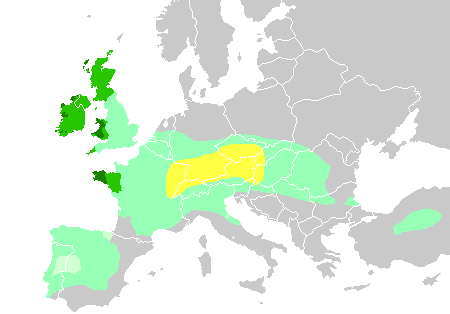
Celtowie w Europie:
obszary, na których obecnie używa się języków z grupy celtyckiej
obszary, na których znaczna większość ludności uważa się za Celtów, lecz mówi nieceltyckimi językami
obszar zajmowany przez Celtów w okresie ich największego rozprzestrzenienia
zasięg kultury halsztackiej

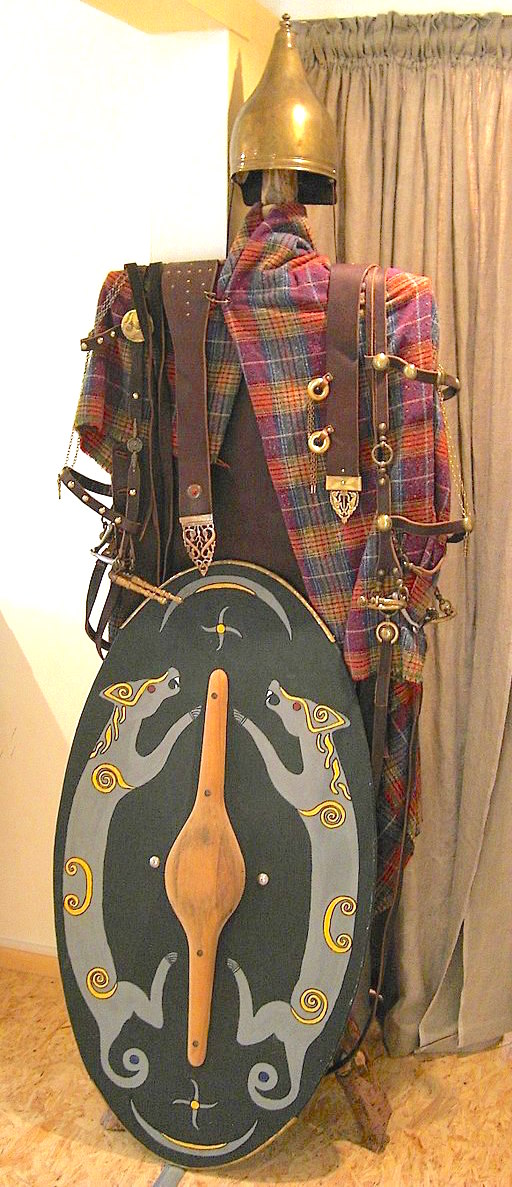
Wojownik Celtycki - rekonstrukcja

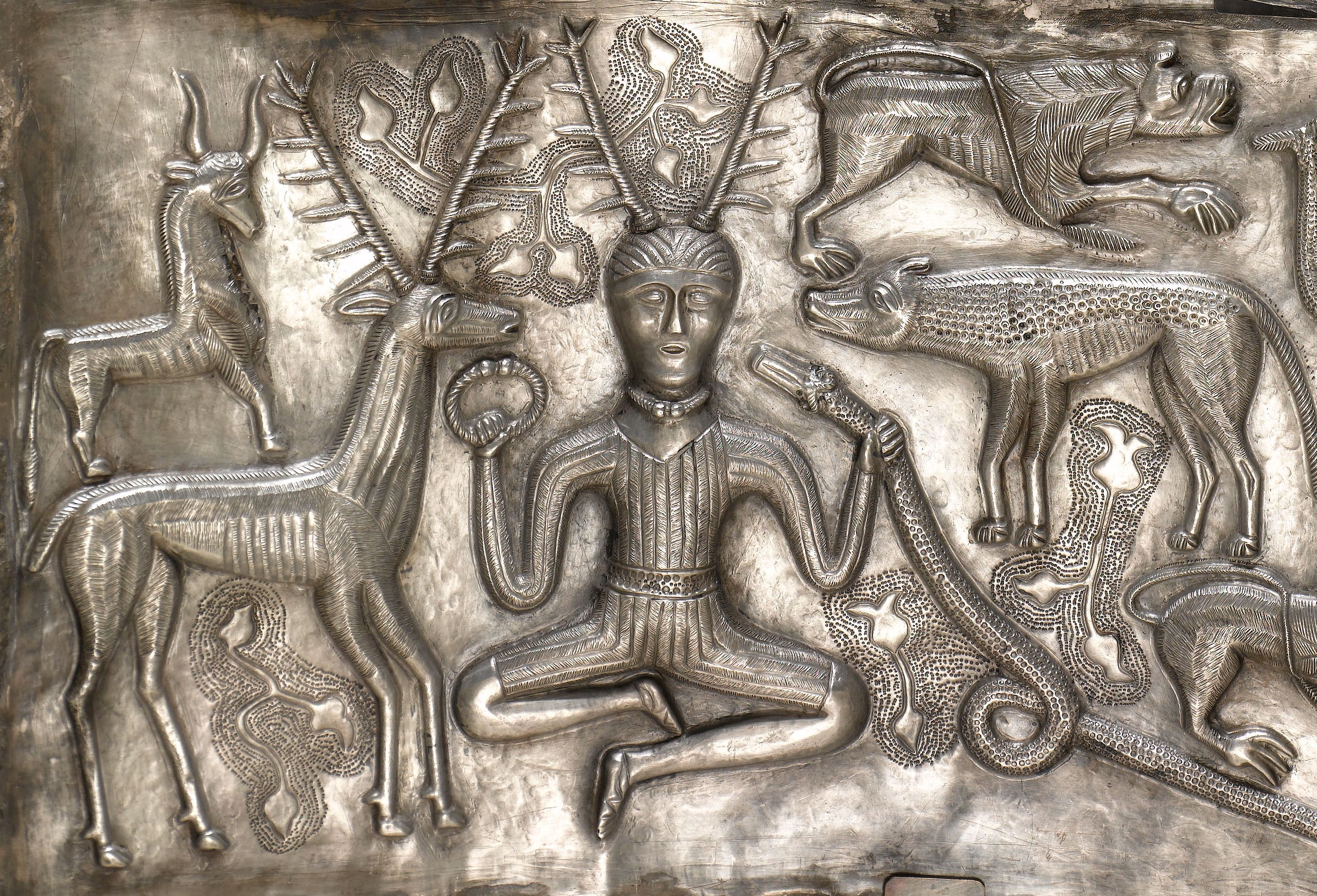
Wizerunek rogatego boga Celtów Cernunnosa

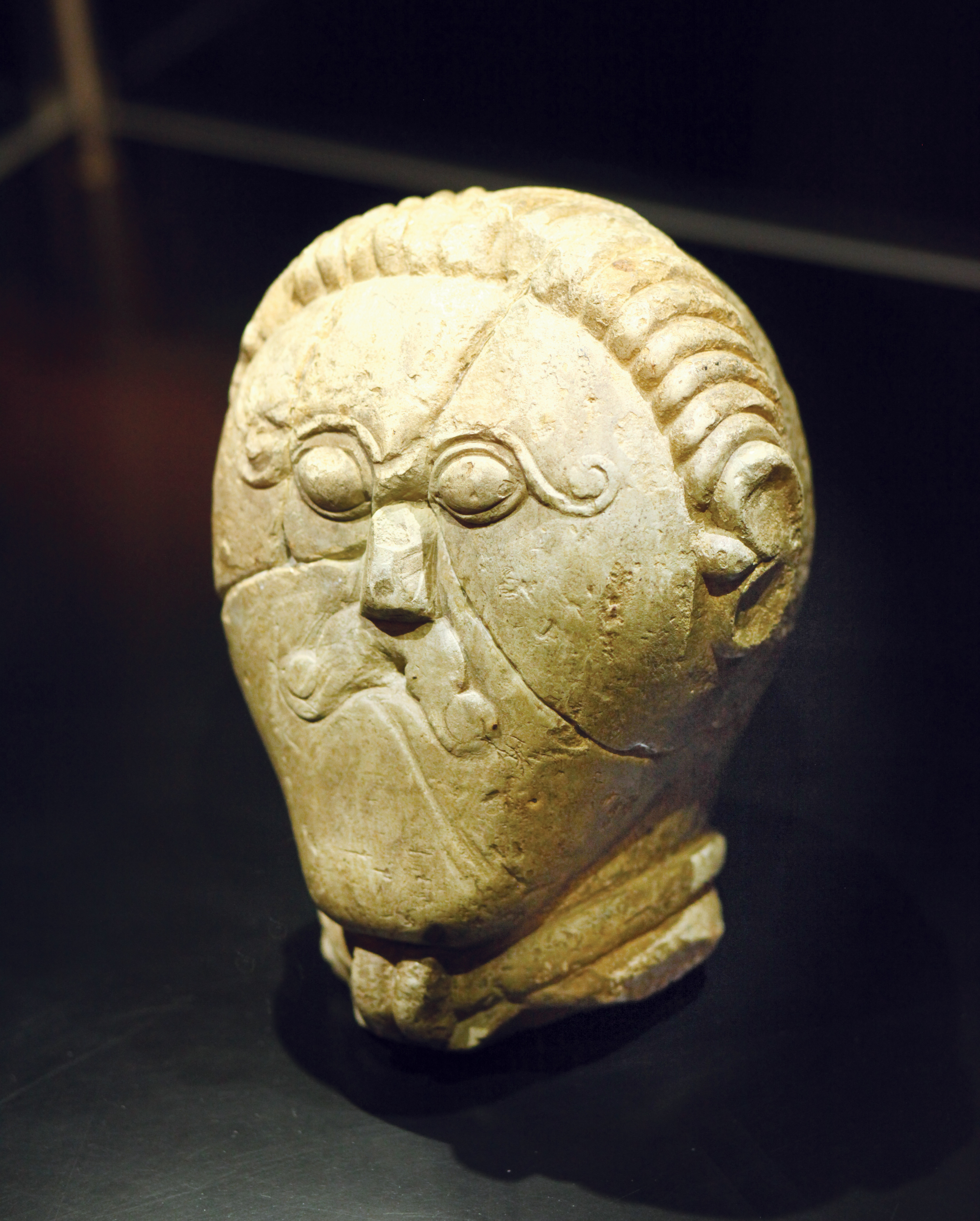
Kamienna rzeźba Celta (150-50 rok p.n.e.)

Celtowie (Galowie, Galatowie) – grupa ludów indoeuropejskich wydzielona na podstawie kryteriów językowych.
Za kolebkę przyszłych Celtów uważa się region kurhanów w południowych Niemczech, między Lasem Czeskim i Renem, zasiedlony w połowie II tysiąclecia p.n.e. przez tzw. Praceltów, mających za sąsiadów Prailirów. W latach między 1800 a 1600 p.n.e. strefa kurhanów rozciąga się ku zachodowi, za Ren, obejmując Franche-Comte, Burgundię, Alzację i Lotaryngię. W odkrytych na tych terenach kurhanowych grobach znaleziono wyposażenie grobowe świadczące o wojowniczości zmarłych. Ta kultura archeologiczna epoki brązu była spokrewniona z kulturami środkowej Europy. Około 1000 r. p.n.e. nastąpiła w tej części Europy zmiana obrządku pogrzebowego: zrezygnowano z usypywania kurhanów, pochówek szkieletowy zastąpił wcześniejszy pochówek popielnicowy. W tej prowincji kulturowej, której część była praceltycka, od roku 800 p.n.e. rozprzestrzeniło się używanie nowego metalu, żelaza. Przodkowie Celtów, zamieszkujący obszar w widłach górnego Renu i Dunaju, znaleźli się pod wpływem ludności (Ilirów) kultury halsztackiej. Nowa kultura wczesnego okresu epoki żelaza szybko rozprzestrzeniła się w kierunku zachodnim, tworząc zespół zachodniohalsztacki. Na całym obszarze ponownie występują należące do arystokracji plemiennej kurhany, z bardzo bogatym wyposażeniem grobowym (groby np. koło Heuneburga i Asperg). W drugim okresie epoki żelaza, czyli okresie lateńskim (450 r. p.n.e. – pocz. n.e.) kulturowa dominacja Celtów osiągnęła apogeum. Kultura archeologiczna, która jest odzwierciedleniem osadnictwa Celtów i ich oddziaływania na inne ludy Europy Środkowej i Zachodniej, nazywana jest przez archeologów kulturą lateńską (od stanowiska archeologicznego La Tène w miejscowości La Tène, w Szwajcarii).

## Najstarsze źródła
Celtowie nie pozostawili po sobie żadnych źródeł pisemnych. Najstarsze wzmianki o Celtach pojawiają się w VI wieku p.n.e., o Κελτοί Keltoi pisano po grecku, a o Celtae, Galli czy Galatae po łacinie. Wszystkie te określenia zaczerpnięte zostały najprawdopodobniej z języka celtyckiego i oznaczały „lud ukryty”. Wśród zachowanych źródeł pisanych wspominają o Celtach:
- Hekatajos z Miletu, pod koniec VI wieku p.n.e., pisał o Narbo[1], celtyckiej osadzie położonej w pobliżu greckiej kolonii Massalia (dziś Marsylia);
- Herodot z Halikarnasu wspomina o plemionach celtyckich (nazywając ich Keltoi) zasiedlających w połowie V wieku p.n.e. krańce Półwyspu Iberyjskiego i obszary nad górnym Dunajem, gdzie lokuje ich miasto Pyrene;
- inny grecki historyk Ksenofont (IV wiek p.n.e.) w swoim dziele Historia Grecka podaje pierwszą[1] wzmiankę o obecności Celtów w Grecji – Dionizjusz I, tyran Syrakuz wysyła najemników celtyckich do walki z Tebami;
- Arystoteles opisuje ich jako ponad miarę twardych, okrutnych i wojowniczych ludzi;
- pod koniec II i w I wieku p.n.e. wspomina o nich Polibiusz a Posejdonios z Apamei opisuje Galów żyjących na terenach dzisiejszej Francji i Hiszpanii (jest to opis podróży przez te ziemie);
- historyk rzymski Liwiusz, żyjący w latach 59 p.n.e.–17 r. n.e., w piątej księdze Dziejów podaje informacje o Celtach przy okazji opisu ich najazdu na Rzym (390 p.n.e.);
- grecki geograf Strabon (I wiek) w swoich dziełach wspomina Celtów jako wojowniczy naród[1];
- Juliusz Cezar w swoim dziele Commentarii de Bello Gallico pozostawił najobszerniejszy opis obyczajów i życia Galów;
- rzymski historyk Ammianus Marcellinus (IV wiek) pisze[1] z kolei: cały zastęp obcych nie zdoła sprostać jednemu Celtowi, jeśli przyzwie on na pomoc żonę, która jest zazwyczaj bardzo silna i niebieskooka.

## Drogi ekspansji Celtów

### Kolebka
Dokładny zasięg ekspansji celtyckiej może budzić pewne wątpliwości, ponieważ zasięg kultury lateńskiej jest znacznie większy niż zasięg rzeczywistego osadnictwa Celtów. Część znalezisk archeologicznych pochodzi z wymiany handlowej lub czasowego pobytu plemion celtyckich na tym obszarze. Z całą pewnością ludy europejskie mieszkające na północ od Alp i Półwyspu Bałkańskiego zawdzięczają Celtom wejście w epokę żelaza, poznanie hutnictwa i kowalstwa, udoskonalenie garncarstwa i wprowadzenie żaren obrotowych.
Celtowie uformowali się jako odrębny lud w VI w. p.n.e. na obszarze rozciągającym się od Szampanii przez Bawarię do północno-zachodniej Austrii. Prześledzenie ekspansji Celtów we Francji umożliwiło badanie nazw geograficznych. Pierwotna ich siedziba znajdowała się między Werrą a północnymi grzbietami Alp na obszarze Szwajcarii, gdzie pozostało po nich wiele nazw rzek. Następnie Celtowie przemieścili się w kierunku Masywu Centralnego (tu pozostałością po nich są nazwy zakończone na -dur), potem na południe (nazwy na -isla) i już w epoce rzymskiej zajęli całą Francję (nazwy na -acum).

### Europa Środkowa i Wschodnia
Stosunkowo wcześnie, bo już w V w. p.n.e. (okres La Tene A) Celtowie zasiedlili obszary dzisiejszych Czech, Moraw, nieco później dotarli na naddunajskie tereny Węgier, Austrii i zachodniej Słowacji. Równocześnie zasiedlone zostały obszary dzisiejszej Słowenii. Osadnictwo uzyskało dodatkowy impuls w okresie migracji (LaTene B) w rezultacie wyprawy konfederacji ludów celtyckich na Delfy w 279 p.n.e. W środkowych i północno-zachodnich Czechach osiedlili się Bojowie.

#### Celtowie na terenie Polski

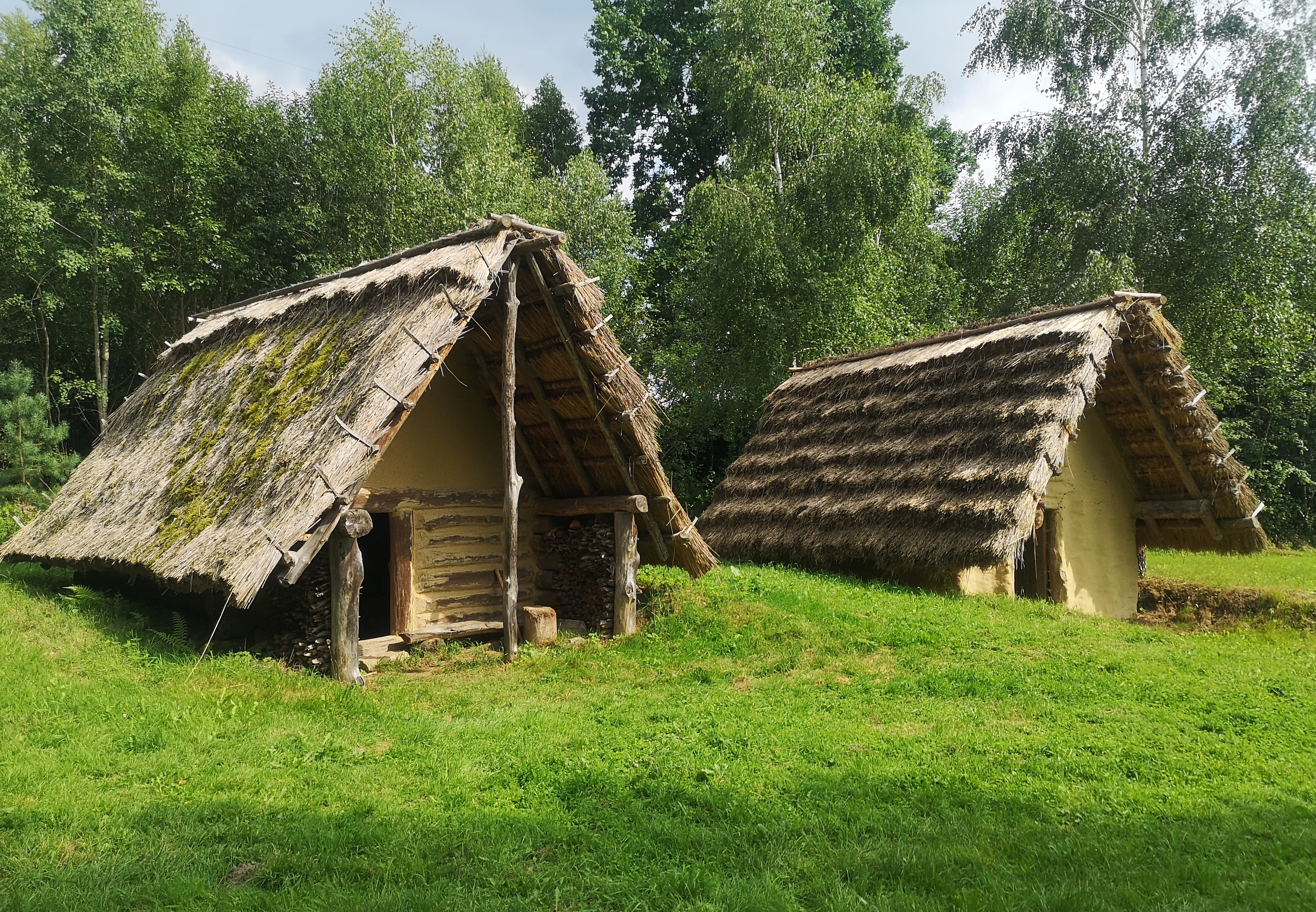
Wieś celtycka - rekonstrukcja w Muzeum w Sanoku

Celtowie zamieszkiwali tereny obecnej Polski od ok. 400 do ok. 120 r. p.n.e. Już w 2. połowie V w. p.n.e. przybyli z południa na teren Dolnego Śląska. Celtowie zasiedlili teren na południe od Wrocławia między rzekami Bystrzycą i Oławą. Najstarsze pozostałości ich osadnictwa potwierdzają wykopaliska archeologiczne w rejonie Góry Ślęży. Na ten okres datowane są również początki osadnictwa na stanowisku w Warkoczu koło Strzelina odkryte w 2019 r., gdzie natrafiono na prawdopodobnie najstarsze piece hutnicze na ziemiach współczesnej Polski. Inne stanowiska na Dolnym Śląsku to m.in. Wrocław-Partynice, Sobocisko, Mokronos, Krzelków. Celtowie prowadzili przypuszczalnie handel bursztynem, co wydaje się potwierdzać znalezisko magazynu tego surowca we Wrocławiu – Partynicach (około 1500 kg). 
W IV wieku p.n.e. Celtowie dotarli także na południowe obszary Górnego Śląska – na Płaskowyż Głubczycki (m.in. Samborowice, Kietrz, Nowa Cerekwia) oraz do zachodniej Małopolski w okolice Krakowa, gdzie w rejonie Nowej Huty zlokalizowano położone blisko siebie stanowiska Krzesławice, Pleszów, Mogiła, Wyciąże, Cło, a w innych rejonach stanowiska Wieliczka, Iwanowice, Pełczyska, Modlniczka, Aleksandrowice, Kryspinów, Korytnica i inne. Ta pierwsza faza z IV wieku p.n.e. może być łączona z plemieniem Bojów i kontrolą Bursztynowego Szlaku. W II w. p.n.e. na obszary zamieszkane przez Celtów pod Krakowem zaczęły napływać grupy ludności identyfikowane z kulturą przeworską, integrując się z etnosem celtyckim i ta specyficzna mozaika określana jest mianem „Grupy tynieckiej”.  
Późniejsza faza osadnictwa celtyckiego z III w. p.n.e. prawdopodobnie związana jest z solą. Ślady osadnictwa z tego okresu znaleźć można w Małopolsce, oraz na Podkarpaciu.  
Na Podkarpaciu Celtowie osiedlili się nad Sanem, w okolicach dzisiejszego Sanoka w Górach Słonnych. Na tym terenie zlokalizowano 26 stanowisk celtyckich . Do najlepiej przebadanych należą stanowiska Pakoszówka, Sanok-Biała Góra oraz Trepcza. Na stanowisku Trepcza znaleziono m.in. złotego statera celtyckiego i jest to najstarsza moneta celtycka odnaleziona na ziemiach polskich. Ślady bytności Celtów datowane są na stanowisku Trepcza-Horodyszcze na 250 r. p.n.e. – do II wieku n.e., którzy przywędrowali tutaj znad rzeki Cisy. Celtowie zbudowali tu również osadę obronną. Zdaniem archeologów powód przesiedlenia się Celtów na te tereny to liczne złoża solankowe występujące w Górach Słonnych, będące cennym surowcem handlowym.   
Ślady pobytu Celtów archeolodzy odkryli również w Kaliszu i w jego okolicach nad rzeką Prosną, gdzie przypuszczalnie istniała mennica celtycka.  
Ślady Celtów znaleziono także na terenach Kujaw. Na Kujawach szczególnie ważnym odkryciem było znalezienie śladów celtyckich ofiar religijnych z III wieku p.n.e. na dnie Jeziora Jezuickiego.  Innymi stanowiskami na Kujawach są Gąski - Wierzbiczany, Janikowo, stanowiska nad Jeziorem Pakoskim i Jeziorem Mielno. W 2024 roku na północnym Mazowszu na stanowisku położonym na terenie dawnej ufortyfikowanej osady w Bagienicach (Rembielinie) odkryto m.in. unikatowy hełm celtycki z IV w. p.n.e. oraz 70 artefaktów kultury lateńskiej. 
Co najmniej trzy ośrodki – małopolski, kujawski i kaliski emitowały własne monety, co dowodzi wysokiego poziomu ekonomicznego tych grup. Jednocześnie trzeba dodać, że Celtowie bili pierwsze monety jakie kiedykolwiek były emitowane na ziemiach polskich. Badania archeologiczne terenów pod budowę autostrad dostarczyły w ostatnich latach wielu materiałów potwierdzających obecność Celtów na ziemiach polskich. Odkryto między innymi dużą osadę w Podłężu koło Krakowa oraz szereg zabytków wskazujących na kontakty między innymi z grupami Celtów z terenu Słowenii (miecz z Aleksandrowic, zapinka z Iwanowic). Wybierano żyzne gleby wytworzone z lessów i utworów lessowatych (głównie czarnoziemy i gleby brunatne). 
Jest prawdopodobne, że Celtowie na ziemiach polskich prowadzili działalność polityczną i ekonomiczną, której rezultatem było wykształcenie mocno zlatenizowanego rdzenia kultury przeworskiej – Związku Lugijskiego. Nie jest wykluczony duży wpływ Celtów na kulturę przeworską. Osadnictwo łączone z późniejszymi fazami kultury lateńskiej nie jest jednorodne i należy przypuszczać, że zaczęły powstawać grupy mieszane, celto-germańskie, gdzie w początkowych fazach rozwoju kultury przeworskiej dominowała elita celtycka. Tacyt w Germanii określa wiele ludów zamieszkujących tereny dzisiejszej Polski jako celtyckie. Celtami są Anartowie oraz ich część (czyli Anartofracti – sprzymierzeńcy Anartów, górskie plemiona celtyckie pozostające w znacznej niezależności od Imperium rzymskiego). 
Po starciu ze Scytami niektóre plemiona utworzyły mieszane celto-scytyjskie grupy kulturowo-etniczne.
Archeolodzy twierdzą, że w dorzeczu rzek Cisy, Dniestru, Bugu, a także Prypeci, Dniepru i na Krymie znaleziono ślady celtyckiego pochodzenia.

### Galia i Iberia
Najwcześniejszy okres migracji dotyczy końca VII i VI wieku p.n.e. Celtowie powędrowali na zachód obejmując w pierwszej kolejności południe dzisiejszej Francji, Hiszpanii i Portugalii. W VI wieku p.n.e. zasiedlili cały obszar Francji, nazwanej od nich Galią.
Po dotarciu na nowe tereny Celtowie na ogół asymilowali się z tubylczą ludnością. Na Półwyspie Iberyjskim Celtowie z Iberami utworzyli grupę nazywaną Celtyberami.

### Wyspy Brytyjskie
Dawniej uważano, że pod koniec VI p.n.e. wieku z terenu Francji Celtowie powędrowali na Wyspy Brytyjskie osiedlając się w Brytanii i Irlandii. Od lat 60. XX wieku archeolodzy brytyjscy zwracają jednak uwagę, że nie ma żadnych dowodów archeologicznych, które potwierdzałyby zajście takiej migracji, a rozprzestrzenienie się „stylu lateńskiego” na Wyspach Brytyjskich jest wynikiem kontaktów kulturowych, a nie przesunięć ludnościowych.
Celtycka kolonizacja Wysp Brytyjskich miała miejsce między V a II w. p.n.e.

### Italia
Kolejny etap ekspansji zapoczątkowanej w IV wieku p.n.e. skierowany był na południe i południowy wschód. Celtowie pod wodzą Brennusa przekroczyli Alpy i dotarli na Półwysep Apeniński, szybko opanowując ziemie Etrusków (Galia Przedalpejska, Gallia Cisalpina). Podczas tej wyprawy Rzymianie i Celtowie początkowo współdziałali ze sobą. Według zapisów Liwiusza, Rzymianie zaniepokojeni sukcesami militarnymi Celtów, wzięli udział w walkach po stronie Etrusków. Celtowie w odwecie pomaszerowali na Rzym, pokonali rzymian w bitwie nad Alią (390 p.n.e.). Kapitol, zgodnie z legendą, ocalił alarm wszczęty przez gęsi.
W północnej Italii Celtowie założyli takie miasta jak Mediolanum (dzisiejszy Mediolan), na miejscu etruskiego Melpum, Bergamo, Brescię, Weronę, Bolonię.
Jakiś odłam Celtów dotarł do południowej Italii, gdzie Dion z Syrakuz wziął ich na służbę, jako najemników.

### Bałkany
W IV wieku p.n.e. plemiona celtyckie zasiedliły Bałkany. W 334 p.n.e. Aleksander Wielki zawarł z Celtami sojusz (przed swoją wyprawą do Persji).
W 280 p.n.e. Celtowie pod wodzą Brennusa najechali na Trację, Macedonię i Ilirię, a w 279 p.n.e. i Tessalię i Grecję, gdzie Ateńczycy próbowali ich zatrzymać w Wąwozie Termopile, a następnie zaatakowali Delfy łupiąc zgromadzone tam skarby.
Celtowie osiedlili się w różnych miejscach w Ilirii i Tracji, m.in. Skordyskowie założyli swoją stolicę w Singidunum, obecnym Belgradzie. Inna grupa osiadła u podnóża góry Haimos w Starej Płaninie i założyła królestwo. Od nazwy stolicy – Tylis – nazwano ich Tylenami.

### Azja Mniejsza

Wędrówki Galatów do Galii i Azji Mniejszej

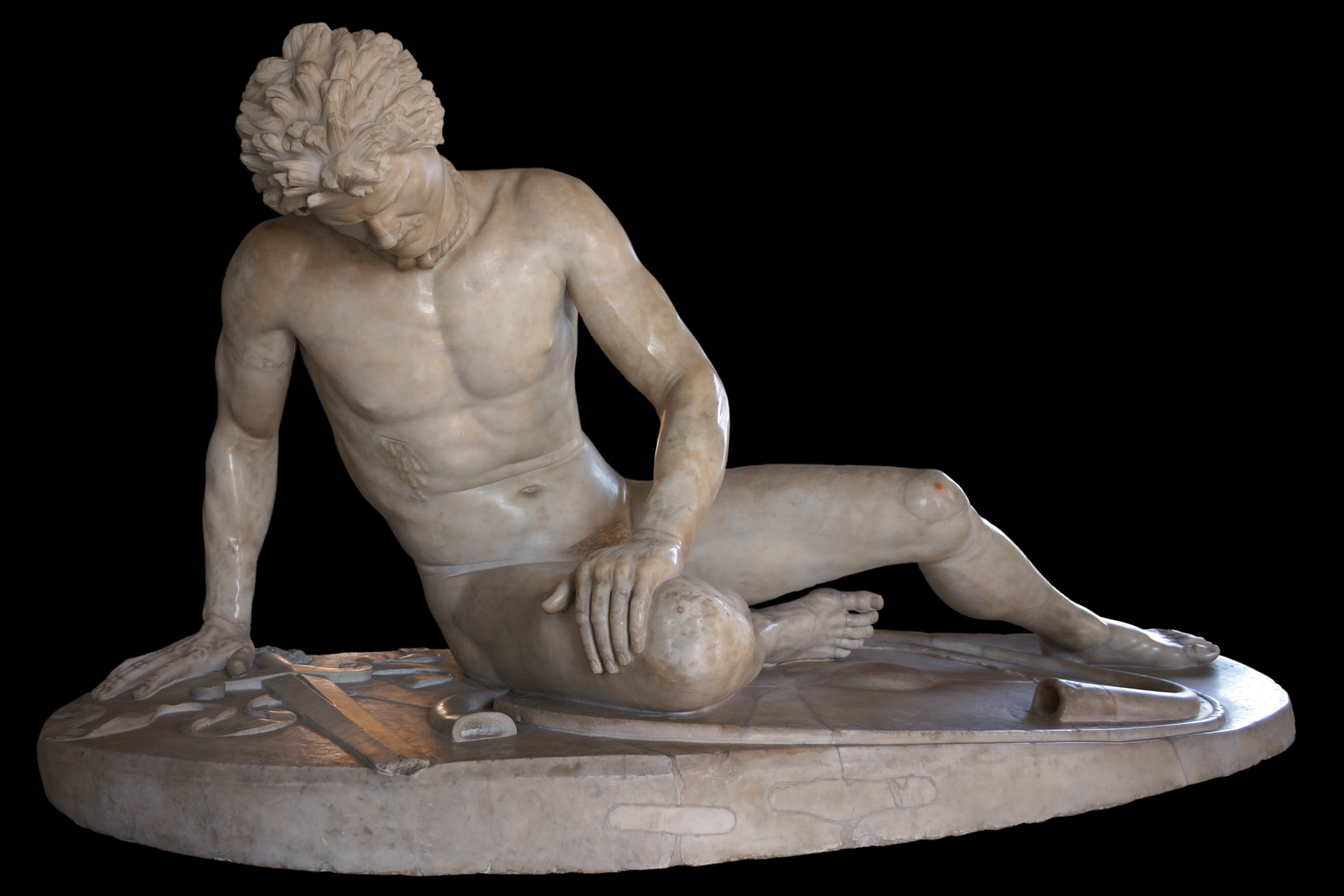
"Umierający Gall", rzymska kopia greckiej rzeźby z lat 230-220 p.n.e. na cześć pergamońskiego króla z powodu zwycięstwa nad Galatami w Azji Mniejszej

Część Celtów podążyła w kierunku dzisiejszej Turcji (Azja Mniejsza). Miał ich wezwać w roku 278/277 p.n.e. król Bitynii Nikomedes I, jako pomoc w walkach dynastycznych. Po zwycięstwie osiedlili się oni na południe od Bitynii, w północnej Frygii, w krainie nazwanej później Galacją. Dokonywali oni licznych wypraw łupieżczych na okoliczne krainy. W 270 p.n.e. zostali pokonani przez Antiocha w tzw. „Bitwie słoni”, za co król otrzymał od wdzięcznych mieszkańców miast greckich w Jonii tytuł „Zbawcy” (Soter). W 240 p.n.e. Attalos I odparł atak Galatów pod Pergamonem, czego pamiątką jest Ołtarz Pergamoński oraz rzeźby Gal zabijający żonę i Umierający Gal.
Znani ze swej bitności Galatowie byli werbowani na służbę różnych władców, nawet do Egiptu.

### Schyłek
Rzymski podbój Galii Przedalpejskiej zapoczątkowała klęska pod Telamonem (225 p.n.e.), a zakończyło zdobycie w 192 p.n.e. ośrodka władzy Bojów, dzisiejszej Bolonii. Opanowanie północnej części Półwyspu Apenińskiego umożliwiło Rzymianom rozpoczęcie podbojów w Galii i Hiszpanii. W 133 p.n.e. zdobyli Numancję, a w 124 p.n.e. opanowali Południową Galię (teren dzisiejszej Prowansji), tworząc prowincję zwaną Galią Narbońską (Gallia Narbonensis). Pozostałą część Galii opanował Juliusz Cezar w latach 58–51 p.n.e.
Do upadku Celtów przyczynili się w znacznym stopniu Germanie. Prawdopodobnie z północy co najmniej od końca II w. p.n.e. trwał napór Germanów (Cymbrowie?) na ludy celtyckie na obszarze środkowoniemieckim. W I w. p.n.e. napór germański zagrażał już Helwetom na terenie dzisiejszej Szwajcarii.
Kolejne lata to próby pokonania Celtów na Wyspach Brytyjskich podejmowane przez Juliusza Cezara (w latach 55 p.n.e. i 54 p.n.e.) oraz Klaudiusza w 43 roku. Rzymianie nigdy nie opanowali całych Wysp Brytyjskich. Aby chronić zdobyte ziemie przed Piktami, zbudowano w latach 121–129 wał Hadriana, a później, w 142 r., wał Antonina. Szkocja i Irlandia oraz wyspy na zachód od Anglii pozostały niepodległe.
Po upadku cesarstwa rzymskiego, Armoryka została w V–VI wieku zasiedlona przez celtyckie plemię Brytów, wypierane z brytyjskiej Kornwalii przez germańskich Anglów i Sasów. Był to ostatni etap ekspansji, czy  raczej ucieczki, ludów celtyckich.

## Podstawy materialne

Rozprzestrzenianie się Celtów

Plemiona celtyckie opanowały technologię pozyskiwania żelaza z rud bagiennych. Niektóre dane mogą świadczyć o tym, że Celtowie preferowali rudy hematytowe i syderytowe niż rudy bagienne (limonitowe). Umiejętność wytwarzania i obróbka kowalska przyczyniła się w znacznej mierze do sukcesów militarnych celtyckich wojowników uzbrojonych w żelazne miecze. Znajomość kowalstwa pozwoliła także na zreformowanie rolnictwa. Dzięki wprowadzeniu głębokiej orki za pomocą żelaznych radeł uzyskiwali większe plony ziarna. Udoskonalili technikę mielenia stosując żarna obrotowe. Używane przez Celtów narzędzia kowalskie pozostały w niezmienionej formie do dziś.
Od Greków przejęli koło garncarskie podnosząc poziom wytwarzanej ceramiki. Przez dodanie do gliny grafitu otrzymali trwalsze naczynia o specyficznym zabarwieniu.

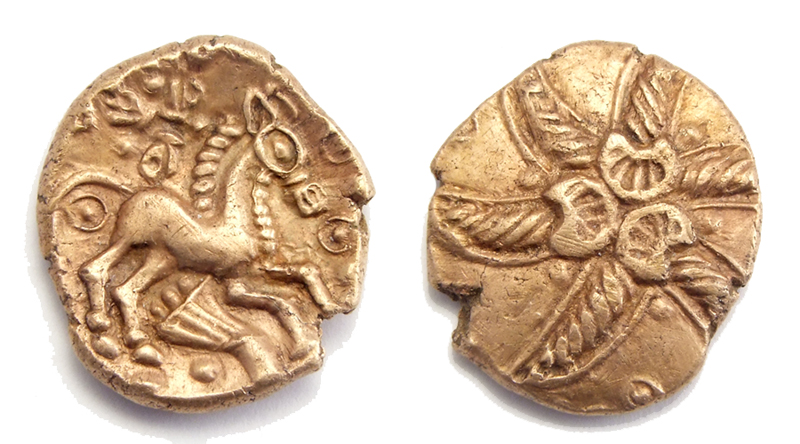
Celtycki złoty stater z obszaru Brytanii

O rozwoju gospodarki i szerokich kontaktach handlowych może świadczyć fakt bicia własnych monet w najbardziej zaawansowanych regionach (m.in. w Bohemii). Monety po raz pierwszy pojawiły się pod koniec III wieku p.n.e. Najstarsze przypominają antyczne pierwowzory. Monety wykonywane ze złota naśladowały macedońskie statery a srebrne, bite w południowej Galii, wzorowano na greckich, używanych w zachodnich koloniach (np. w Massalii). Monety późniejsze wykonywane są w stylu lateńskim. Przedstawiano na nich stylizowane głowy ludzkie lub zwierzęce i zaprzęgi. Wizerunki monet noszą treści mitologiczne, z których nie wszystkie są łatwe w interpretacji. Na monetach pojawiły się także imiona celtyckie i symbolika dostojeństw zapisane w alfabecie greckim lub rzymskim. Bite były także monety z brązu o niższych nominałach. Środkiem płatniczym były też płaskie, nieobrobione sztabki żelaza. Miernikiem wartości w rozliczeniach wewnętrznych było bydło. Po podboju rzymskim, monety celtyckie wyszły z obiegu.
Wynalezione przez Celtów pismo ogamiczne stosowane było w inskrypcjach w Irlandii i zachodniej Brytanii. Jego pochodzenie wiązało się w mitologii celtyckiej z bóstwem Ogmios (Ogma, Ogme) – boga uczonych i opiekuna literatury, który miał być jego twórcą.

## Języki celtyckie
Po utracie niezależności, języki celtyckie stopniowo zanikały. Władze Anglii przez wiele wieków dążyły do zniszczenia tych języków w każdej z celtyckich prowincji Zjednoczonego Królestwa, posuwając się nawet do mordów na nauczycielach oraz bardach. Na bardów i nauczycieli w Irlandii urządzano łapanki kończące się wieszaniem. Szkocja, Walia i Irlandia są znane z wielkiej ilości powstań przeciwko angielskiemu panowaniu i dominacji. Wielkich szkód języki celtyckie doznały w Szkocji i Walii pod koniec XVIII wieku. Po kolejnym nieudanym powstaniu jakobitów przeprowadzono tam czystki etniczne, w wyniku których prawie zupełnie wyrugowano język gaelicki.
Dziś język walijski jest bardzo dotowanym językiem, Walia ma własną telewizję, wyłącznie walijskojęzyczną. Długo językiem przodków mówili mieszkańcy wyspy Man. Język tej wyspy to manx, lub mancu do dziś istniejący, choć używa go ledwie kilkaset osób, i należący do tego samego odłamu języków celtyckich co język gaelicki (szkocki), iryjski (irlandzki) oraz shelta, zwanych językami Q-celtyckimi lub goidelskimi. Drugą grupę tych języków stanowią języki: walijski, bretoński i kornijski (kornwalijski), zwane P-celtyckimi lub brytańskimi. Do języków celtyckich zaliczamy również wymarłe języki z kontynentu europejskiego: języki galijskie (galijski i lepontyjski) czy język celtyberyjski.
Współcześnie do przynależności do ludów celtyckich przyznają się Szkoci, Irlandczycy, Bretończycy i Walijczycy oraz niewielka społeczność żyjąca na północy Hiszpanii, w prowincjach zwanych Galicja i Asturia, a także wielu spośród mieszkańców Portugalii.

## Celtycko-germańskie związki językowe
Na podstawie zapożyczeń i zbieżności językowych można stwierdzić, że Celtowie wywarli ogromny wpływ na większość dziedzin życia Germanów.
W sferze prawno-społecznej istnieją takie wspólne terminy jak: „prawo” (st.irl. recht, niem. das Recht), „przysięga” (st.irl. oeth, goc. aiths), „związek-sprzysiężenie” (st.irl. lu[i]ga, goc. liuga „małżeństwo”), „sługa-chłopiec” (st.irl. mug, gal. Magu-, goc. magus; celt. ambactus, goc. andbahts<*ambahts; na marginesie por. „wojsko, zastęp, czeladź”: st.irl. slúag, slág i słow. sługa, lit. slauga – w słowiańskim za pośrednictwem bałtyjskim – tam bezpośrednio z celtyckiego używanego przez Celtów mieszkających w południowej Polsce, w okresie przedrzymskim, lub za pośrednictwem hipotetycznych pozostałości „wenetyjskich”). Póki Niemcy nie nauczyli się, co znaczy słowiańska „granica”, używali słowa mark, wspólnego także ludom italo-celtyckim (st.irl. mruig, łac. margo).
Germanie zapożyczyli szereg celtyckich słów ze sfery gospodarki: „drzwi” (korn. dor, ang. door), „podłoga” (st. korn. lor, ang. floor), „wóz” (wal. gwain, niem. der Wagen), „jechać” (st.irl. riad[a]im „jadę”, niem. reiten), „przystań” (st.irl. cúan, niem. der Hafen), może też: „skóra” (st.irl. lethar, niem. das Leder). Celtowie „przynieśli” Germanom „żelazo” (gal. Isarno-, st.germ. Isarn-), „topór” (st.irl. biail, niem. das Beil), „oszczep” (st.irl. gai/e, niem. der Ger) oraz „pancerz” (isl. brynja), „wieżę” (celt. celicnon, goc. kēlikn), czy „gród” (st.irl. dún, niem. der Zaun).
Jedno z dwu najwcześniej zanotowanych germańskich plemion nosi celtyckie imię Cymbrów, których porównać można z północno-zachodniobrytańskimi Kumbrami. Imię to za swoje wzięli ich najbliżsi krewniacy, znani później jako Walijczycy (Cymru – „kraj”, Cymry – „naród”). Pochodzi ono od brytańskiego *kom-brogī „współmieszkańcy (pól)” (por. gal. brogae „pola”). Imię Germanów „kontynentalnych” – Teutonów, wywodzące się z nazwy drugiego z plemion – choć podejrzewane o celtyckość – jest jednak dość powszechne wśród ludów indoeuropejskich a oznaczało właśnie „lud, plemię” i pochodzi z indoeur. *teut-ā: prócz gal. Teuta-, st.irl. tuath „ród, lud, kraj” i goc. thiuda „t.s.” por.: oskij. touto, lit. tautà „t.s.”, obok imion Tutobod, Teudemer – inne formy: Theodemir/Tiudimer/Thiodimer/Thjodmar, Theodoric/Teuderic/Thjodrek itp. por.: dac. Tutis (= goc. Thiudis), Tutatus, Tutenes, trac. Tiuta, Touta, Totis, Tautomedes. Przetrwało ono w krajach skandynawskich, czy Włoszech jako etnonim odnoszący się do Niemców (choć jeszcze w st.nord. thydiskr „ludowy” = st.górnoniem. diutisk „ludowy, mówiący językiem ludowym – nie łaciną”, skąd również, oczywiście, i niem. deutsch), ale też w niderlandzkim duits i angielskim Dutch. W krajach słowiańskich żyje być może w słowie „cudzy”, który albo rodzimy z *teudy-o-s<*teud-i-s, lub pożyczką z germańskiego (goc.?) w formie *tjudjь (najpierw w węższym znaczeniu „należący do cudzoziemców, obcych” w opozycji do svojь, por. Svear „Swionowie, Szwedzi” dosł. „swoi”, st.szw. sve „swój”) z *tjudь-i „ludzie niezwykli, inni, groźni, innej mowy i obyczaju” (por. też „cudo”<*tjudo „coś niezwykłego, groźnego” i st.rus. Čudь „Czudowie – plemiona fińskie”).

## Religia Celtów
Najstarsze wierzenia o charakterze chtonicznym, żeńskim, symbolizujące płodność, urodzajność i bogactwo, a jednocześnie siły niszczące, śmierć i nędzę. Możliwe, że aspekt unicestwienia zawarty w wierzeniach matriarchalnych jest powodem często okrutnych i krwawych obrzędów. Kalendarz obchodów świąt oparty był na cyklu księżyca, który miał rangę najważniejszego ciała niebieskiego. Wysoka pozycja kobiet w kulturze celtyckiej jest związana nie tylko z kultem płodności. W tradycji celtyckiej kobieta uosabiała prastare bóstwa kobiece mające władze nad światem i mężczyzną. W starych legendach władza i pierwiastek kobiecy były spójne.
Matrony (matres, matrone, celt. mathair) – przedstawiane jako 3 siedzące postacie dojrzałych kobiet, karmiących niemowlęta lub trzymające rogi obfitości bądź kosze z owocami. Epona (znana w Galii) była boginią urodzaju oraz świata zmarłych, przedstawiano ją na koniu lub w pozycji siedzącej z atrybutami: rogiem obfitości, koszem owoców i kluczem.
Kult wody – głównie rzek i źródeł (zwłaszcza gorących), łączący kult uzdrawiania, zapładniania. Rzeki identyfikowane w postaci bóstw żeńskich i męskich, źródła niekiedy w postaci par bóstw. Ich kult objawiał się poprzez składanie depozytów - do tej pory znamy tylko jedno rytualne stanowisko jeziorne na terenie dzisiejszej Polski wiązane z Celtami. Nie do końca wyjaśniony jest totemizm przewijający się w najstarszych wierzeniach celtyckich. Relikty tego kultu są widoczne przedstawieniach figuralnych odnalezionych w sanktuariach. Wśród pojawiających się zwierząt najczęściej odkryto wyobrażenia zwierząt (lub ich pojedyncze figurki) takich jak: koń, jeleń, dzik i niedźwiedź. Rolę totemów pełniły też rośliny a zwłaszcza drzewa: dąb, cis i jabłoń. Z najstarszymi kultami związane są krwawe ofiary składane z ludzi i zwierząt. Z tymi obrzędami związane było picie krwi, ceremonialne ludożerstwo. Specyficznym zwyczajem celtyckim był „kult obciętych głów”.
Najprawdopodobniej w epoce brązu narodziły się bóstwa solarne (zmiana wiązana jest czasowo z przemianami zachodzących w obrzędach pogrzebowych). Bóstwa solarne związane były z pierwiastkiem męskim. Najprawdopodobniej początkowo każde plemię miało swojego boga, który często występował w towarzystwie bóstwa żeńskiego. Niektórzy z nich zyskali większą sławę. Możliwe, że występowali pod różnymi imionami. Stare, chtoniczne wierzenia, nadal miały swój udział w obrzędach związanych z kultem solarnym.
Nasza wiedza na temat mitologii celtyckiej związana jest z późniejszym okresem występowania bóstw solarnych i w najszerszym zakresie dotyczy tradycji iryjskich. Obrzędowość celtycka związana jest przede wszystkim z przełomowymi chwilami roku: przesileniami letnim i zimowym oraz wiosennym i jesiennym zrównaniem dnia z nocą. Święta bardziej lub mniej wiązały się z kultem przodków (Celtowie wierzyli w nieśmiertelność i wędrówkę dusz).
Wierzenia schyłkowe – wraz z postępującą romanizacją do panteonu bóstw celtyckich zostały wprowadzone bóstwa rzymskie i mistyczne wierzenia bliskowschodnie, południowej Galii kult egipskiej Izydy, także kult małoazjatyckiej Kybele i kult irańskiego boga Mitry (mitraizm).

## Kalendarz celtycki

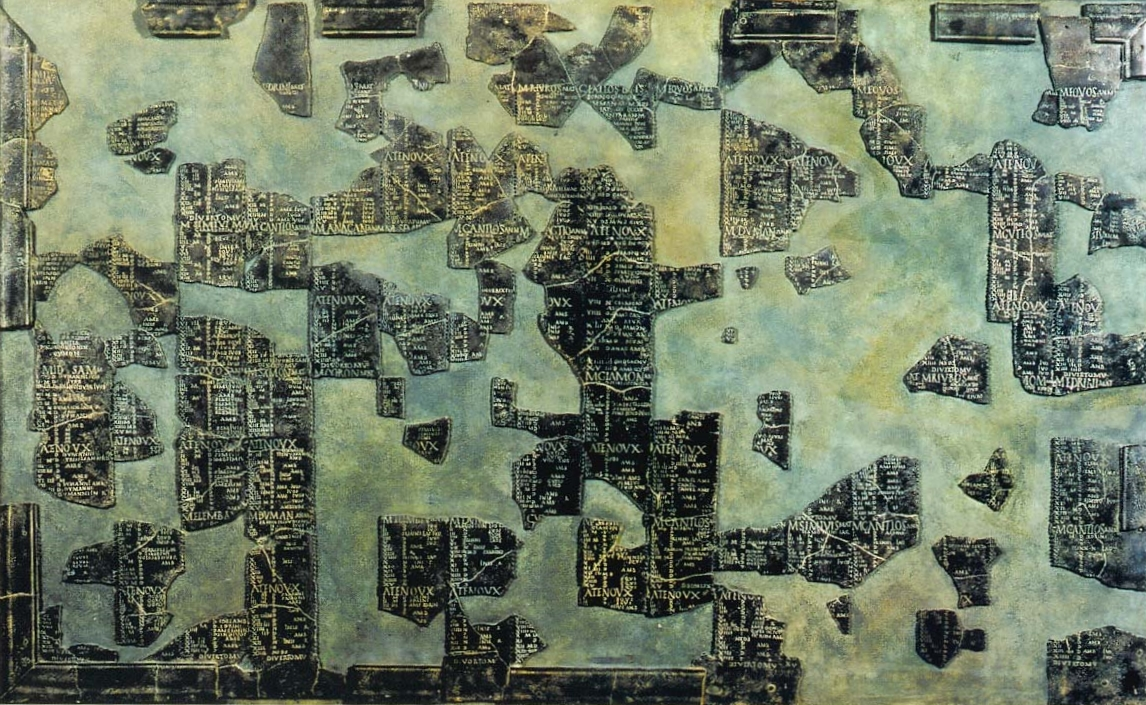
Kalendarz z Coligny z epoki gallo-rzymskiej

Najstarszy kalendarz celtycki oparty był na cyklu księżycowym. Składał się z dwunastu miesięcy, z których siedem miało 30 dni a pięć 29 dni. Pierwszych 15 dni należało do „jasnej” części a pozostałe (15 lub 14) do „ciemnej” części kalendarza. Pełnia księżyca w tym systemie przypadała na 7, 8 i 9 dzień każdego miesiąca. Celtowie uważali miesiące trzydziestodniowe za szczęśliwe, ale nawet w miesiącach feralnych występowały dni dobre i w szczęśliwych dni złe. Z czasem, najprawdopodobniej pod wpływem Greków i Rzymian, przystosowano kalendarz księżycowy do słonecznego. Co trzeci rok wydłużono o kolejny, trzydziestodniowy miesiąc. Zdaniem Celtów wszystkie jego dni należały do feralnych.
Doba rozpoczynała się w nocy. Początek zimy i nowy rok przypadał w dniu 1 listopada (w kalendarzu celtyckim był to dzień przesilenia zimowego). Rok dzielił się na dwie pory: zimową i letnią, które dodatkowo podzielono na dwie równe części przypadające na dzień zrównania długości dnia i nocy. Przypadające na te dni święta obchodzono w ich wigilię. Najważniejszym świętem było Samhain – pożegnanie lata, obchodzone 31 października. W tym dniu wygaszano ogień na ołtarzach i zapalano nowy. Nocą, podczas tego święta, duchy zmarłych pojawiały się w świecie żywych. W połowie zimy, w Wigilię 1 lutego, świętowano Imbolc – święto oczyszczenia przez ogień i wodę. Początek lata świętowano w Wigilię 1 maja. Beltaine – Ognie Beltosa związane było z kolejnym rytuałem wygaszania i ponownego rozpalania ognia. Druidzi rozpalali je z dziewięciu rodzajów drzew. Na Wigilię 1 sierpnia przypadało święto boga Lugha – Lughnasadh.

## Społeczeństwo
Społeczeństwo celtyckie składało się z trzech warstw (kapłańskiej, wojowników i rolników) pełniących różne funkcje. Najwyższym szacunkiem cieszyli się kapłani, wśród których wyodrębnić można trzy grupy:
- bardów – złożoną z poetów i śpiewaków, mających zadanie przekazywać tradycję historyczną
- wieszczów (celtyckie filid) – badaczy przyrody o sporym zasobie wiedzy o świecie i wykonawców obrzędów ofiarnych
- druidów – najwyższych rangą kapłanów, posiadających wiedzę o ruchach gwiazd, świecie, ziemi i bogach, studiujących przyrodę i filozofię moralną. Druidzi rozstrzygali w sprawach spornych i posiadali niepodważalny autorytet w społeczeństwie. Nauki pobierali przez 20 lat a wiedzę przyswajali pamięciowo, jako zbyt ważną, by powierzyć ją pismu.

Wojownicy rekrutowali się z najbogatszych członków wspólnoty. Ich powinnością była walka a łupy wojenne źródłem zysków. Najdzielniejszych opiewano w pieśniach. Walczyli na dwukołowych rydwanach, których załogę stanowił woźnica i wojownik. Uzbrojenie składało się z prostego, długiego, obosiecznego miecza, oszczepów i włóczni. Dodatkowo przypinano nóż. Za osłonę służyła drewniana, owalna tarcza okuta żelazną taśmą. Zdobiono ją metalowymi aplikacjami, namalowanymi znakami i wyobrażeniami figuralnymi. W niektórych plemionach wojownicy przywdziewali pasy łańcuchowe. Pod koniec II wieku p.n.e. pojawia się pojedyncza ostroga (wynalazek Celtów). Do rzadkości należało używanie hełmów i kolczug (był to strój paradny). Zwyczajem stosowanym przez Celtów było wyzywanie przeciwnika na pojedynek przed szeregiem armii. Pojedynek królewski mógł rozstrzygnąć losy bitwy. Zwycięzca obcinał głowę przeciwnikowi, które traktował jako trofeum i po powrocie mocował na ścianie domu.
Celtowie lubili barwne stroje i bogate ozdoby. Charakterystyczną biżuterią były sztywne naszyjniki w kształcie koła (torques) noszone przez kobiety i przez mężczyzn (czasem jako oznaka godności). Wykonywano je z brązu, złota lub żelaza jako niezamknięte obręcze z ozdobnymi zakończeniami. Szaty spinano fibulami. Kobiety nosiły bransolety na przegubach dłoni, ramionach i kostkach nóg oraz naszyjniki ze szklanych paciorków. Ozdobą były też pasy łańcuchowe, które mogły pełnić oznakę godności lub funkcji sprawowanej w społeczeństwie.
Podstawową jednostką była rodzina monogamiczna. Grupy rodzin powiązane związkami krwi tworzyły ród. Plemię było wyższą formą organizacji na której czele stał król. Dzieci nieślubne otaczano opieką całego plemienia jako dzieci o pochodzeniu boskim lub królewskim. Cały ród był odpowiedzialny za długi lub szkody wyrządzone przez osobę należącą do jego kręgu. Spłacany był solidarnie, w zależności od stopnia pokrewieństwa. Kobieta zajmowała wysoką pozycję w rodzinie. Prawo decydowania o losach rodziny było proporcjonalne do rozmiarów wniesionego majątku. W prawie obyczajowym istniało przynajmniej 8 rodzajów małżeństw (według niektórych badaczy 10) i każde z nich mogło być rozwiązane, pod warunkiem zgody obu małżonków. Istniała też prawnie usankcjonowana forma konkubinatu.
Obowiązkiem króla była troska o dobrobyt i bezpieczeństwo całego plemienia. Wierzono, że pochodzenia od mitycznego przodka czerpie siły magiczne. Majątek króla był wspólnym dziedzictwem, z niego miał obowiązek utrzymać wojowników, a nawet współplemieńców. Cnotą króla były:
- hojność – zatem podarki powinien odwzajemniać z nawiązką (skąpstwo było traktowane jako największa wada u każdego z członków plemienia)
- odwaga – walczył w pierwszym szeregu albo w pojedynku

Jego płodność gwarantowała zachowanie liczebności plemienia i żyzność zbiorów. Nie mógł mieć wad fizycznych, bo reprezentował urodę współplemieńców (okaleczony musiał zrzec się władzy). Król był uważany za męża wszystkich kobiet, a inni mężowie traktowani byli jako jego zastępcy. Zatem każde pierworodne dziecko uważano za dziecko króla.
Szczególną rolę w społeczeństwie odgrywali rzemieślnicy. Do tej grupy należeli kowale, lekarze, sędziowie i bardowie. Znajomość profesji była podstawą ich bogactwa, a także sławy sięgającej często poza własne plemię.
Najniższą i nieliczną warstwę tworzyli niewolnicy – jeńcy wojenni. Należeli do rodu lub plemienia (gdy byli własnością króla). Niektórych z nich poświęcano podczas składania krwawych ofiar.
Hierarchia wewnątrz plemienia zależała od wartości posiadanego majątku. Od bogactwa zależała przynależność do warstw i pozycja zajmowana przez poszczególnych członków. Oprócz bogactwa o przynależności do arystokracji przesądzały takie cechy jak odwaga, urok osobisty i hojność. Cechy te i zagmatwane powiązania rodzinne wewnątrz plemienia rodziły współzawodnictwo i chęć udowodnienia wszystkim swojej wartości.

## Architektura celtycka
Typowe warowne osiedla obronne – oppida.
Miejsca kultu na planie okrągłym obwiedzione rowami lub wałami; na planie kwadratowym drewniane. Typowe studnie ofiarne. Pod wpływem Imperium Rzymskiego świątynie na planie kwadratowym wzbogacone o kolumnadę.

## Podsumowanie
Celtowie osiągnęli wysoki, jak na tamte czasy, poziom rozwoju, ale nigdy nie stworzyli jednolitego państwa. W pierwszych dwóch wiekach naszej ery utracili niezależność (nie podbito jedynie północnej części Wielkiej Brytanii, zamieszkiwanej przez Celtów i Piktów, oraz Irlandii). Upadek cesarstwa rzymskiego spowodował w Europie powrót do tradycji celtyckich wśród Germanów, Słowian i Bałtów. Odrodzenie kultury celtyckiej miało miejsce także w V wieku na terenach Irlandii i Szkocji, po dotarciu na te ziemie chrześcijaństwa oraz w II poł. XIX w.
Mimo istnienia wielu źródeł materialnych oraz mniej licznych pisanych kultura celtycka, a zwłaszcza jej strona duchowa, nie została dokładnie poznana. Najtrudniejsze do zbadania są zagadnienia dotyczące wierzeń, mitologii i obrzędów.